# A Verdade (revista)
A Verdade (em francês:  La Vérité) é a primeira publicação trotskista de todos os tempos, tendo seu primeiro número publicado em 15 de agosto de 1929 em francês. Seu nome faz referência ao Pravda, que significa "Verdade" em russo, e foi escolhido porque os trotskistas acreditavam que o movimento operário francês precisava de uma "terapia de Verdade".
Inicialmente agitada por Trotsky, passou por várias fases em seus 95 anos de existência. Criada para lutar contra a burocratização do Partido Comunista Francês (PCF), tornou-se referência para o movimento operário desse país, sendo sempre publicada por organizações ligadas ao trotskismo. Durante a ocupação da França pela Alemanha Nazista, foi publicada clandestinamente, tornando-se a primeira publicação da Resistência Francesa, e levando a cabo campanhas emblemáticas, como a luta contra as deportações do Serviço de trabalho obrigatório e o antissemitismo.
No início da década de 1970 passou a ser publicada em outras línguas, como português, inglês e espanhol e, em 1990 se tornou a Revista Teórica da Quarta Internacional.

## História

### Da Oposição Comunista à Secção Francesa da Internacional Operária (1929-1936)
A primeira versão, em formato de semanário, foi agitada por Leon Trotsky após o fracasso das discussões que ele havia iniciado com um grupo de oposição à direção do Partido Comunista Francês, que distribuía o jornal Contre le Courant (Contra a Corrente). Trotsky fez contato com Alfred Rosmer, Raymond Molinier, Pierre Barozine, Jan Van Heijenoort, Pierre Frank, Pierre Naville e Gérard Rosenthal que foram para Büyükada, em Istambul, onde Trotsky estava exilado. A intenção da publicação era reunir os militantes comunistas que lutavam contra a direção burocrática do Partido Comunista Francês (PCF), tanto fora como dentro do partido.
Durante a preparação do lançamento de A Verdade, Trotsky enviou uma carta à Direção da publicação  afirmando:
Seu semanário se chama A Verdade.   Já abusamos disso o suficiente, assim como todos os outros. No entanto, é um nome bom e honesto. A verdade é sempre revolucionária. Expor os oprimidos à verdade de sua situação é abrir o caminho para a revolução— Leon Trotsky. "Carta Aberta à Direção da Verdade", 5 de agosto de 1929
Em poucos meses, os militantes que ainda estavam no PCF foram excluídos. A Oposição de Esquerda ficou ainda mais forte quando o grupo em torno da revista La Lutte de classe (A Luta de Classes) se reuniu em janeiro de 1930. A Verdade tornou-se, no final de abril de 1930, o órgão de uma nova organização política distinta do PCF: a Liga Comunista. La Lutte de classe continuou sua publicação, mas tornou-se a revista teórica da Liga Comunista.
Em agosto de 1934, os militantes desta organização ingressaram na Secção Francesa da Internacional Operária (SFIO) "com a bandeira desdobrada". A Verdade passa a ser o órgão do grupo Bolchevique-Leninista da SFIO.
Durante este período na SFIO, os Bolcheviques-Leninistas (BL) fizeram campanha pela construção da Quarta Internacional. No XXXII congresso do SFIO, em Mulhouse, em junho de 1935, os ativistas do BL tornaram-se uma grande minoria que começa a ter peso nos debates do partido.
Durante esse período, o PCF altera sua política em relação ao Partido Radical e não mais impede a aliança com estes e com os socialistas. Com isso, o SFIO vê com embaraço a presença dos trotskistas, já que desejavam dar um voto de "amizade" aos stalinistas, com vistas à criação de um governo de Frente Popular. O grupo Bolchevique-Leninista foi, portanto, expulso em janeiro de 1936, deixando de publicar A Verdade no número 255.

### PCI e PSOP (1938-1939)
Em janeiro de 1938 o Partido Comunista Internacionalista (PCI) passou a publicar uma revista teórica com o nome de A Verdade, reivindicando a continuidade da publicação da Liga Comunista, renumerando-a a partir do número 1, mas com a indicação de "nova série".
Em outubro de 1938, os militantes do PCI decidiram ingressar no Partido Socialista Operário e Camponês (PSOP) liderado por Marceau Pivert. Em junho de 1939 o PSOP excluiu os militantes trotskistas do partido e o sexto e último número dessa série saiu em agosto de 1939.

### Clandestinidade (1940-1946)
A partir de 30 de agosto de 1940, os Comitês Franceses pela Quarta Internacional voltaram a editar A Verdade em formato de jornal. Foi a primeira publicação clandestina da imprensa francesa e o primeiro jornal da Resistência Francesa. Marcel Hic foi o responsável pela publicação até sua prisão em outubro de 1943.
Os primeiros 19 números foram datilografados e mimeografados e, a partir do número 20, passaram a ser impressos 3 mil exemplares de cada edição (exceto as edições de outubro de 1942 e abril e julho de 1943). Em dezembro de 1942 os Comitês se unem sob o Partido Operário Internacionalista (POI). Este se une ao Comitê Comunista Internacionalista (CCI) e ao Grupo Outubro para formar o Partido Comunista Internacionalista (PCI) em março de 1944. Ambos mantém A Verdade como seu órgão oficial.
A linha política do jornal durante esse período se concentra em organizar a luta contra o fascismo, o imperialismo, a guerra, as deportações, o racismo e o antissemitismo. Defendem a fraternidade universal, a revolução mundial e a criação dos Estados Unidos Socialistas da Europa.

#### Campanhas emblemáticas
Durante o período da Segunda Guerra Mundial e da ocupação da França pela Alemanha Nazista, duas foram as campanhas mais emblemáticas:

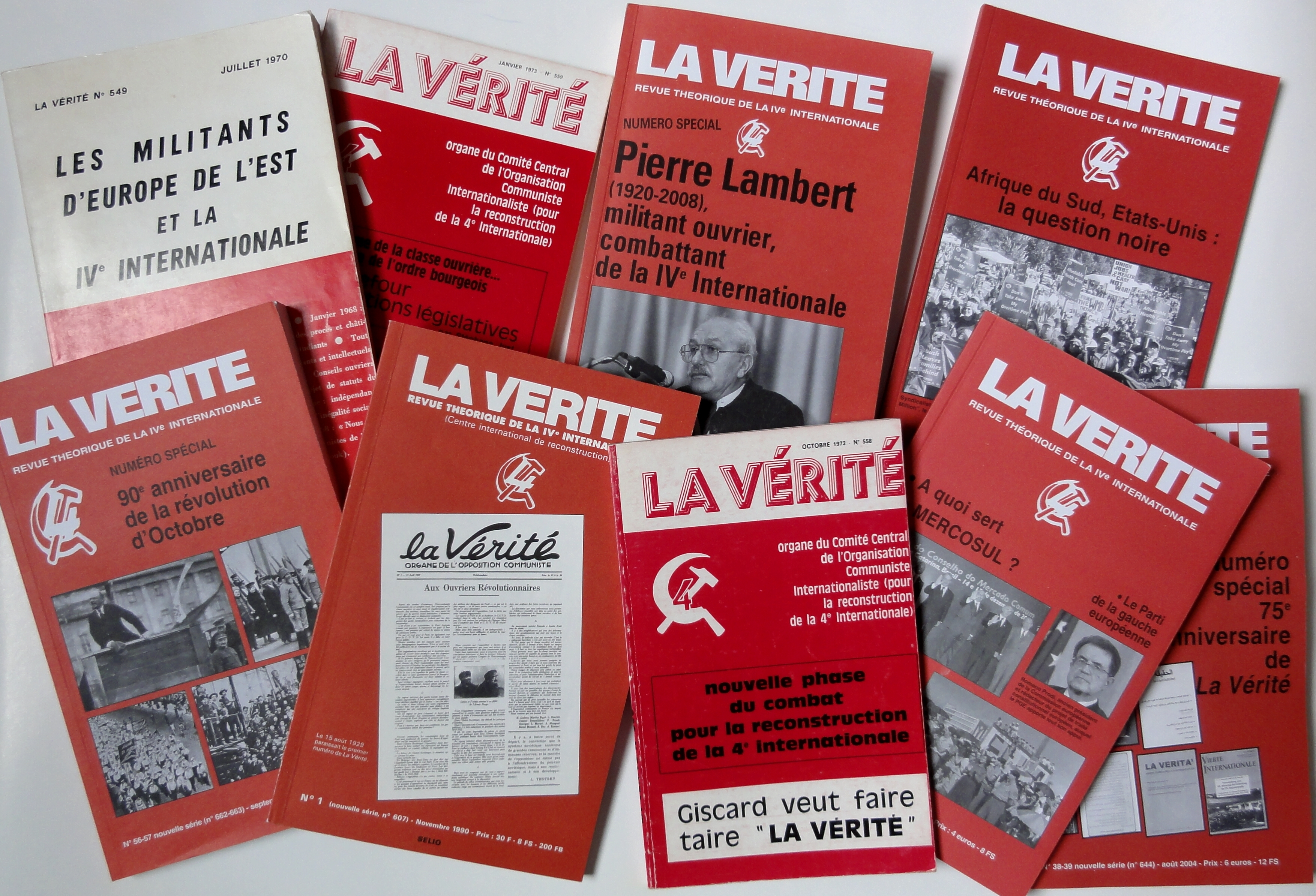
Algumas capas de A Verdade em francês desde 1970

##### Contra as deportações do Serviço de trabalho obrigatório
Entre os que foram obrigados a partir para a Alemanha, organizou a sabotagem da produção de mãos dadas aos trabalhadores alemães que lutavam contra os nazistas. Organizou manifestações e bloqueios de trens que levavam deportados para o serviço de trabalho obrigatório, como em Brest em outubro de 1942 ou em Lille. Em meados de 1943, passaram a organizar os mais refratários para que se escondessem.

##### Contra o antissemitismo
Já no primeiro número, A Verdade publicou um artigo intitulado Abaixo o antissemitismo. Depois, em outubro de 1941, publicou O antisemitismo, doutrina da barbárie Em novembro de 1941, um artigo denuncia a situação dos judeus no campo de Drancy e termina com este apelo: “Camaradas, devemos em todos os lugares organizar a solidariedade com os judeus presos. Como os militantes operários, eles também são vítimas designadas do fascismo. Camaradas, não podemos deixá-los morrer".
Na edição 45, de 20 de maio de 1943, A Verdade é o primeiro jornal da Europa ocupada a denunciar a existência do Campo de Concentração de Auschwitz, graças a uma testemunha direta que fugiu. O artigo descreve as condições de vida, vestuário, higiene... Foi um furo jornalístico tão importante que, pela voz do dirigente stalinista Fernand Grenier, trechos de A Verdade foram lidos na Radio-Londres, embora omitindo que também haviam prisioneiros alemães em Auschwitz.

#### Combate pela legalização (1944-1946)
Quando o regime de Vichy caiu, os trotskistas (reunificados em março de 1944 sob o nome de Partido Comunista Internacionalista) publicaram 73 edições e uma dúzia de edições especiais. A Quarta República proclamou a liberdade de imprensa, mas durante dois anos e sob pressão do Partido Comunista, A Verdade não foi legalizada.
A princípio, o Ministério da Informação reconhece que o jornal “atende a todas as condições exigidas pela Federação da Imprensa Clandestina". Mas algumas semanas depois, Albert Bayet, diretor da Federação da Imprensa Clandestina, rebatizada em agosto de 1944 como Federação Nacional da Imprensa Francesa (FNPF), pediu à direção do jornal que provasse que a publicação levava "... campanha a favor da França e seus aliados, Inglaterra, URSS, Estados Unidos, República da China, etc". Enquanto isso, L'Humanité lança uma campanha de difamação contra os trotskistas descritos como "agentes da Gestapo". Os trotskistas notam amargamente “que a liberdade de imprensa só é válida para aqueles que juram deixar intacto o mundo capitalista, responsável pelo fascismo e pela guerra". Eles também estão surpresos com a implacabilidade contra seu jornal, quando sua organização, o Partido Comunista Internacionalista, tornou-se legal em 22 de junho de 1945. O problema essencial desta não legalização é que A Verdade não pode utilizar os estoques de papel que permaneceram racionados até 1958. Para contornar essa proibição, registra-se a menção "boletim interno" até o número 110 (meados de fevereiro de 1946). A Verdade só conseguirá ser legalizada em 1946.

### A cisão de 1952

Capas da edição 109 da revista A Verdade em 6 línguas: inglês, alemão, árabe, espanhol, fracês e português

Em julho de 1952, o Partido Comunista Internacionalista sofreu a crise mais grave de sua História, cujas repercussões perdurarão em nível internacional até hoje. Duas tendências se chocam em torno da linha de "entrismo" nos partidos Comunista e Socialista, adotada pelo Comitê Executivo da Quarta Internacional em fevereiro de 1952. A maioria do PCI, em torno de Pierre Lambert, recusou essa decisão e foi expulsa em julho. Esse grupo vai manter a publicação de A Verdade. A minoria do PCI, em torno de Pierre Frank (membro da direção europeia da Quarta Internacional), passará a publicar a revista A Verdade dos Trabalhadores a partir de agosto de 1952.
A maioria do PCI, que se tornaria a Organização Comunista Internacionalista, vai continuar a publicação de A Verdade em forma de jornal até novembro de 1958 e, a partir daí, retoma o formato de revista mensal.

## A luta pela reconstrução da Internacional
Em 16 de novembro de 1953 o Comitê Nacional do Partido Socialista dos Trabalhadores (SWP) dos EUA publica Uma carta aos trotskistas de todo o mundo e organiza a formação do Comitê Internacional da Quarta Internacional (CIQI) juntamente com militantes da Irlanda e Argentina, com o PCI francês e com as seções inteiras da China e Áustria.
Em 1966 o CIQI organiza sua terceira Conferência e adotam como resolução a Reconstrução da Quarta Internacional, dividindo entre seus membros uma série de tarefas para alcançar tal feito.
Em julho de 1972, a CIQI realizou uma conferência internacional, agrupando, além da Organização Comunista Internacionalista, outras organizações trotskistas do Leste Europeu e da América Latina, notadamente o Política Obrera da Argentina, liderado por Jorge Altamira, o Partido Obrero Revolucionario da Bolívia, liderado por Guilhermo Lora e o Grupo Outubro do Brasil. Essa Conferência fundou o Comitê de Organização pela Reconstrução da Quarta Internacional (CORQUI).
Em suas resoluções, o CIQI reconhecia a dispersão organizativa e teórica das seções da Quarta Internacional. O CORQUI foi além dessa constatação, defendendo que o motivo central dessa dispersão era a inexistência de um corpo dirigente internacional para a QI, propondo a construção dessa direção internacional a partir da representação das organizações nacionais cujo acordo comum era o Programa de Transição. Com o objetivo de unificar a formulação teórica em todas as seções, em novembro de 1990, A Verdade se torna a Revista Teórica da Quarta Internacional, renumerando mais uma vez para o número 1 e passando a ser traduzida em várias línguas (incluindo o português e espanhol) e distribuída por várias organizações pelo mundo.

## 10º Congresso da Quarta Internacional
O 10º Congresso da Quarta Internacional, realizado em Barcelona de 5 a 7 de dezembro de 2023, discutiu centralmente a situação mundial, constatando que o cenário político dos países está convulsionando e que é necessário associar todos os militantes em defesa dos trabalhadores para debater e elaborar. Como resultado desse debate, a revista A Verdade torna-se uma revista de atualidade política e uma tribuna de discussão internacional, aberta não só aos militantes da Quarta Internacional, mas de outras origens e tradições políticas.

## Linha do tempo
A Verdade teve vários subtítulos durante o tempo. A seguir a linha do tempo de cada um deles: